# Пиво в Беларуси
В настоящий момент пиво в Беларуси выпускается семью пивзаводами и рядом малых пивоварен.
| Производители пива в Республике Беларусь (млн дал, 2014)                                        |
| ----------------------------------------------------------------------------------------------- |
| - Heineken: 10,3 - Криница: 13,3 - Аліварыя: 7,9 - Лидское пиво: 8,5 - Мелкие пивоварни: 3      |
| Основные игроки пивного рынка (2013, без малых пивоварен)                                       |
| - Heineken: 19,6 % - Криница: 16,8 % - Аліварыя: 17,2 % - Лидское пиво: 14,5 % - Импорт: 29,8 % |

Крупнейший производитель — государственная компания «Криница» (Минск), которая в 2008 году обеспечила 38 % национального производства пива. 
Также прочные позиции на белорусском рынке занимают компании «Аливария» (Минск, владелец датская Carlsberg), «Лидское пиво» (Лида, владелец финская Olvi) и «Бобруйский бровар» (Бобруйск и Речица, совместное управление нидерландской Heineken и международной Oasis).
Компании «Двинский бровар» (Витебск) и «Полоцкое пиво» (Полоцк) занимают малую долю рынка, а компания «Брестское пиво» (Брест) с 2014 года признана банкротом, находится в стадии санации, в 2020 году — приватизирована.
Особенности белорусского рынка пива — это сравнительно большая доля пива, реализуемая в ПЭТ-упаковке, и значительный объём импортной продукции (порядка 20 % рынка; присутствие на рынке постоянно наращивают основные игроки — Heineken, Carlsberg, Olvi). Также — достаточно низкая крепость пива (от 4 до 5 %, только некоторые сорта (напр. «Старый замок» Лидского завода) имеют крепость порядка 6 %).

## История
В старину пивоварня (как и винокурня) по-белорусски называлась бровар, а пивовар — броваром.
В музее под открытым небом «Дудутки» недалеко от Минска находится единственный бровар, для которого сделано исключение в государственной монополии на изготовление алкоголя.
До 1999 года пиво производилось на Пинском консервном заводе, до 2000 года – на Рогачёвском плодоконсервном заводе, до середины 2000-х годов – на Слуцком пивзаводе.
В 2007 году прекращено производство пива на Гродненском пивзаводе (действовал с 1877 года).

## Пивные бренды
- Криница: «Крыніца», «Александрыя»
- Аливария: «Аліварыя»
- Лидское пиво: «ЛІДСКАЕ»
- Бобруйский бровар: «Бобров», «Рэчыцкае», «Жыгулёўскае»
- Брестское пиво: «Брестское», «Ставка»

## Объёмы производства
В 2016 году более половины пива 23,8 млн дал было произведено в Минске (Криница, Аливария), 10 млн дал — в Гродненской области (Лидское пиво), 6 млн дал — в Могилёвской области (Бобруйский бровар), 2,8 млн дал — в Брестской области (Брестское пиво).
Производство пива (млн дал):